# Incendie de la clinique psychiatrique Nishi Umeda
Le 17 décembre 2021, un incendie se déclare dans une clinique psychiatrique située au quatrième étage du bâtiment Dojima Kita dans l'arrondissement Kita-ku, à Osaka, au Japon,. Il s'agit d'un incendie volontaire. Vingt-cinq personnes périssent le jour même, et trois autres sont blessées, dont le suspect,,. Le 30 décembre, celui-ci meurt des suites de ses blessures. Une victime succombe également plus tard de ses blessures, portant le nombre total de décès à 27.

## Incendie
Le 17 décembre 2021, à 10:20h heure locale, un incendie se déclare dans un immeuble de huit étages à Kita, un arrondissement d'Osaka, au Japon. L'incendie commence dans une clinique psychiatrique située au troisième étage,, appelée Nishi Umeda Kokoro à Karada no Kurinikku (西梅田こころとからだのクリニック, Clinique Nishi Umeda pour l'esprit et le corps). La clinique traite principalement des patients souffrant de dépression et de trouble panique, mais aussi de maux physiques, dont l'anémie et l'apnée du sommeil. La clinique a ce jour-la une séance de conseils à 10h00 pour les patients ayant l'intention de réintégrer le marché du travail. Cette session est la raison pour laquelle tant de victimes sont présentes à la clinique lors de l'incendie.
Selon deux survivants qui se trouvaient à la réception, un homme est entré dans la clinique portant un sac en papier qu'il a placé à côté d'un radiateur à la réception. Il a donné un coup de pied dans le sac, renversant et enflammant un liquide à l'intérieur du sac, et tout le sol a commence à brûler,,,.
Des dizaines de pompiers se précipitent vers le bâtiment et l'incendie est maîtrisé en une trentaine de minutes Les pompiers ont déclaré que soixante-dix camions de pompiers et ambulances se sont rendus sur les lieux. La majeure partie de l'extérieur du bâtiment est restée intacte, car l'incendie s'est limité à une zone de 20 mètres carrés. Le département a reçu un rapport sur l'incendie à 10h18 et le feu était presque éteint à 10h46.
Les victimes ne pouvaient pas respirer et n'ont pas pu s'échapper, car il n'y avait qu'une seule voie d'évacuation, les escaliers et les ascenseurs de secours étant situés à l'extérieur de la clinique.

## Victimes
Vingt-quatre personnes sont confirmées mortes sur les lieux de l'incendie, tandis que quatre autres sont emportées blessées, dont le suspect. Quatorze des personnes décédées sont des hommes et dix sont des femmes. L'âge des victimes varie de vingt à soixante ans. Toutes les victimes sont des patients ou des membres du personnel de la clinique, notamment son président Kotaro Nishizawa.
Parmi les quatre blessés, on compte le suspect, qui est hospitalisé dans un état critique avec de graves brûlures, deux femmes inconscientes et dans un état critique, et une troisième femme qui a subi des blessures mineures. Le 21 décembre, une femme dans la vingtaine qui était dans un état critique avec un arrêt cardiaque décéde à 2h50, portant le nombre de morts à 25. Deux personnes restent dans un état critique.
Un médecin qui a soigné certaines des victimes déclare aux journalistes que de nombreuses victimes, comme le suggèrent leurs blessures externes limitées, sont mortes d'un empoisonnement au monoxyde de carbone. La police d'Osaka affirme également que la cause des décès était une intoxication au monoxyde de carbone.

## Enquête
La police déclare qu'elle soupçonne que l'incendie est un incendie criminel et qu'elle entame une enquête. Des traces d'un liquide hautement inflammable, très probablement de l'essence (pétrole), sont trouvées sur le site. Des traces sur le plafond de la clinique et la vitesse du feu étayent les soupçons d'incendie criminel.
Le 18 décembre, la police fouille la maison du suspect dans l'arrondissement Nishiyodogawa-ku à Osaka. Le suspect avait emménagé dans la maison quelques mois avant l'incendie. Une demi-heure avant l'incendie du bâtiment d'Umeda, un petit incendie s'est déclaré au domicile du suspect. Le suspect est âgé de 61 ans et est un ancien patient de la clinique,; il est identifié plus tard comme étant Morio Tanimoto, un métallurgiste à la retraite et  un patient de la clinique pendant deux ou trois ans.
La police estime que l'attaque était peut-être une copie de l'incendie criminel de Kyoto Animation en 2019, car on a trouvé un ancien article de journal sur l'attaque de Kyoto au domicile du suspect. En novembre, le suspect a acheté 10 litres d'essence dans ce qui semble être un acte de préméditation. À la suite de l'attentat de Kyoto, l'achat d'essence en bidon nécessite une pièce d'identité et une explication au vendeur. Tanimoto a produit sa carte d'identité et a déclaré que l'essence achetée était destinée à sa moto.
En 2008, Tanimoto a divorcé de son épouse infirmière, mère de ses deux fils. En 2011, il a poignardé son propre fils à la tête dans un suicide forcé. Il a purgé une peine de prison pour cet acte.
Les experts ont été surpris par le nombre élevé de victimes de l'incendie. Les autorités enquêtent sur la façon dont les victimes se sont retrouvées piégées et le sol s'est rempli de fumée si rapidement. Selon les responsables, le bâtiment n'avait jamais enfreint le code de prévention des incendies.
Les images d'une caméra de sécurité dans le bâtiment ont montré que Tanimoto avait jeté un sac, contenant probablement de l'essence, à la sortie de secours. On pense également que du ruban adhésif a été utilisé pour empêcher l'utilisation de la porte. On pense que cela a été fait pour que les occupants de la clinique aient du mal à évacuer. Les enquêteurs ont également trouvé des indices de pièges supplémentaires dans le bâtiment,. Le suspect a été trouvé en possession d'un couteau et a bloqué une personne qui tentait de revenir en courant vers l'ascenseur. Les victimes, dont le chemin vers les sorties était bloqué par le feu, sont entrées dans des pièces intérieures sans fenêtre à l'arrière de la clinique où elles sont décédées.
Tanimoto était dans un état critique en raison d'une intoxication au monoxyde de carbone et souffrait d'hypoxie cérébrale, de lésions cérébrales graves et n'a pas repris connaissance après l'incendie. Cependant, la police accumule des preuves contre lui. Le 30 décembre, il meurt à l'hôpital des suites de ses blessures subies. La cause du décès a été enregistrée comme une intoxication au monoxyde de carbone.
L’enquête prend officiellement fin le 17 mars 2022.

## Réactions
Le Premier ministre Fumio Kishida déclare : « Un incident tragique s'est produit. Tout d'abord, nous devons faire des efforts pour prévenir une récurrence en comprenant ce qui s'est passé et en clarifiant la cause et les circonstances [du drame]."
Le gouverneur d'Osaka, Hirofumi Yoshimura, a écrit : « Les pompiers municipaux enquêtent sur la cause de l'incendie. J'ai reçu un rapport selon lequel la police d'Osaka enquête sur l'incendie comme un possible incendie criminel »,. Le ministre des Affaires intérieures et des Communications Yasushi Kaneko ordonné l'inspection de quelque 30 000 bâtiments au Japon qui ont trois étages ou plus, mais une seule cage d'escalier.